# 크리스토퍼 콜레
크리스토퍼 콜레(Christopher Collet, 1968년 3월 13일 ~ )는 미국의 배우, 텔레비전 배우, 성우이다.
뉴욕에서 태어났다.

## 영화
- 랭고리얼 (1995년)
- 롤러보이즈 (1990년)
- 맨하탄 프로젝트 (1986년)
- 사랑의 시련 (1984년)
- 슬리퍼웨이 캠프 (1983년)